# 安娜·米尔沃德
安娜·米尔沃德（英語：Anna Millward，1971年11月26日—），澳大利亚女子自行车运动员。她曾代表澳大利亚参加1998年和2002年英联邦运动会自行车比赛，获得一枚金牌和一枚铜牌。她也曾参加1996年和2000年夏季奥林匹克运动会。